# Sigfrid Edström
Johannes Sigfrid Edström (Orust, 21 novembre 1870 – Stoccolma, 18 marzo 1964) è stato un dirigente sportivo svedese.
Ha ricoperto la carica di Presidente del Comitato Olimpico Internazionale dal 1946 al 1952. Sua moglie Ruth Miriam Randall Edström è stata un'attivista per i diritti delle donne.

## Biografia
Nato nel piccolo villaggio di Morlanda sull'isola svedese di Orust, da studente si dedica all'atletica leggera, in particolar modo sulle distanze dei 100 (è in grado di correrli in 11 secondi) e dei 150 metri (nel 1891 li corre in 16.4, record della Svezia).
Dopo avere studiato in Svezia (alla Università di tecnologia Chalmers di Göteborg), in Svizzera e negli Stati Uniti, nel 1930 diventa direttore dell'ASEA (una industria svedese di apparecchiature elettriche) e successivamente diventa presidente del consiglio di amministrazione (dal 1934 al 1939).
È stato uno degli organizzatori dei Giochi olimpici a Stoccolma nel 1912, ed è stato capo della delegazione svedese alle Olimpiadi del 1908, 1920, 1924, 1928, 1932 e 1936.
Il 17 luglio 1912, tre giorni dopo la conclusione dell'ultima gara del programma di atletica leggera delle Olimpiadi di Stoccolma, ha partecipato alla fondazione della IAAF, l'Associazione Internazionale delle Federazioni di Atletica Leggera, della quale è divenuto il primo presidente (carica mantenuta fino al 1946).
Diviene membro del Comitato Olimpico Internazionale nel 1920 e vice presidente nel 1931. Dopo la morte del presidente Henri de Baillet-Latour avvenuta nel 1942, Edström viene scelto come reggente fino alla fine della Seconda guerra mondiale, al termine della quale viene formalmente eletto presidente.
Dopo avere giocato un ruolo importante nel rilancio del Movimento Olimpico nel dopoguerra, si ritira dalla carica di presidente nel 1952, venendo eletto Presidente Onorario a vita del CIO.
Nel 1931 Edström è stato uno dei principali artefici della controversa decisione che ha impedito al corridore finlandese Paavo Nurmi di partecipare alle Olimpiadi di Los Angeles del 1932.